# Finam
Finam (nep. फिनाम) – gaun wikas samiti w zachodniej części Nepalu w strefie Gandaki w dystrykcie Gorkha. Według nepalskiego spisu powszechnego z 2001 roku liczył on 722 gospodarstw domowych i 3437 mieszkańców (1925 kobiet i 1512 mężczyzn).